# Assis (Grundierung)
Assis (von lat. assis ‚Diele‘; auch axis ‚Diele, Achse‘) ist eine in der Spätgotik angewendete Grundierung von bemalten Holzplastiken und Buchseiten.
Eine Assis konnte aus unterschiedlichsten Komponenten bestehen. Der Liber illuministarum zählt an die hundert verschiedene Rezepte. Hauptbestandteil als Füllstoff war meist Kreide oder Gips, aber auch Kalk aus Muschelschalen, Tonerde und Kieselgur finden Verwendung. Fast immer wurde der Füllstoff mit Farbpigmenten oder Bolus angefärbt. Als Bindemittel kamen vorwiegend Eiklar, verschiedene Gummiharze und Glutinleim aus Hausenblase oder Ähnlichem vor. Zusätze konnten Essig, Salmiak und Honig sein.

## Buchmalerei
In der Buchmalerei wurde die Assis als Grundlage zum Vergolden verwendet, da das Blattgold ansonsten auf dem Untergrund nicht gehaftet hätte.
Während des Spätmittelalters unterschied man zwischen „feuchte Grundierung“ (assis madidus bzw. aurum madidum) für die Grundierung von Mattgold und „trockene Grundierung“ (assis siccus oder fundamentum siccum) für die Vergoldung mit Glanzgold.
Zur Erzielung des Glanzgoldes musste der Gipsgrund mit einem Poliment, einer Art Fetterde, beschichtet werden. Diese wurde anschließend mit Eiklar bestrichen. Nach der Trocknung wurde darauf das Blattgold angeschossen und mit einem Zahn oder dergleichen poliert.
Bei der Feuchtvergoldung konnte der Wasseranteil in der Assis höher sein und das Blattgold wurde auf die noch feuchte Grundierung angeschossen. Für die Feuchtvergoldung konnten auch ölige Bindemittel verwendet werden.

## Holzschnitzerei
Insbesondere bei großen Kirchenaltären wurde der Holzkern der Plastik mit mehreren dünnen Lagen eines Kreidegrundes überzogen. Zwischen dem Holzkern und der Assis wurde ein Leinwandüberzug in mehreren Gängen aufgeklebt, vor allen Dingen zum Schutz gegen unvermeidliche Sprünge und Risse, die sich sonst bis in den Farbüberzug fortgesetzt hätten. Gleichzeitig wurden so eine glatte gleichmäßige Unterlage erzielt und allzu scharfe Kanten und Ecken vermieden.
Nach der Trocknung wurde die Assis mit rohrähnlichen scharfen Stängeln (Schachtelhalmen) geschliffen. In diesen Kreidegrund erst wurden die letzten Feinheiten eingearbeitet, bevor das ganze Werk polychromiert, also durchgängig bemalt wurde.
In späteren Zeiten hat die Unkenntnis von Restauratoren über historische kunsthandwerkliche Techniken dafür gesorgt, dass man sowohl die Farben wie auch den Kreidegrund entfernte.